# Балх (провінція)
Балх (пушту بلخ, тадж. Балх) — одна з 34 провінцій Афганістану. Розташована на півночі країни, на заході межує з провінцією Джаузджан, а на сході з Кундуз. У давнину тут розташовувалася держава Бактрія.
Свою назву бере від стародавнього міста Балх. Столиця провінції — місто Мазарі-Шариф. Етнічний склад (за спаданням): таджики, пуштуни і узбеки.

## Райони
- Балх
- Давлатабад
- Дідаді
- Калдар
- Зарі
- Кішінді
- Мармул
- Мазарі-Шариф
- Нарі Шаі
- Чаар Болак
- Чаар Кінт
- Чімтал
- Хулм
- Шолгара
- Шортепа

## Великі міста
| Назва        | Населення (оцінка 2006 року) |
| ------------ | ---------------------------- |
| Мазарі-Шариф | 236 300                      |
| Балх         | 77 000                       |
| Таш-Гозар    | 25 600                       |
| Давлатабад   | 13 600                       |
| Шулгара      | 13 300                       |
| Карчев-Гак   | 5900                         |

### Інші міста провінції
- Дедаді (Дідаді)